# NY Virginis
NY Virginis es una estrella binaria subenana de tipo B que se encuentra en la constelación de Virgo con tipo espectral SdB con 0.460 masas solares, con un radio de 0.151 veces la del Sol, Con una luminosidad de 23.3 veces la del Sol, Con 32740K de temperatura,2.42438 horas de rotación, Con magnitud absoluta 4.49, Con una velocidad radial de - 25.0km/ S, Y es una binaria eclipsante.